# Phaselia serrularia
Phaselia serrularia är en fjärilsart som beskrevs av Eduard Friedrich Eversmann 1847. Phaselia serrularia ingår i släktet Phaselia och familjen mätare. Inga underarter finns listade i Catalogue of Life.